# Stazione di Noisy - Champs
La stazione di Noisy - Champs (in francese Gare de Noisy - Champs) è una stazione ferroviaria situata esattamente sul confine fra il comune di Noisy-le-Grand e quello di Champs-sur-Marne, nella regione Île-de-France, e di conseguenza fra i dipartimenti di Senna-Saint-Denis e Senna e Marna, nonché al limite esterno della Metropoli della Grande Parigi. Ai fini tariffari è comunque considerata parte del territorio metropolitano.
La stazione è a servizio della RER A di Parigi. Sono in corso i lavori per il coinvolgimento nel Grand Paris Express.
Questa stazione è una di quelle create a fine Novecento nell’ambito del progetto statale di sviluppo Marne-la-Vallée.
È una stazione della Régie autonome des transports parisiens.